# Profetul, aurul și ardelenii
Profetul, aurul și ardelenii este un film românesc din 1978, regizat de Dan Pița. El este primul film dintr-o trilogie western Ardelenii care mai cuprinde Artista, dolarii și ardelenii (1980) și Pruncul, petrolul și ardelenii (1981). 
În acest film, frații Traian și Romulus Brad originari din Poplaca (Transilvania) pleacă în America în căutarea celui de-al treilea frate, Ion, emigrat cu 7 ani în urmă. Ei sosesc în orașul Cedar City unde sunt întâmpinați cu ostilitate de autorități și în special de "profetul" mormon Walthrope ca urmare a faptului că Ion devenise un fel de justițiar care-i apăra pe minerii căutători de aur de nedreptățile săvârșite de cei care voiau să-și însușească aurul lor. 

## Rezumat
În anul 1874, din cauza sărăciei existente în Transilvania, Ion Brad (Ovidiu Iuliu Moldovan) din Poplaca a emigrat în America. La început el a făcut de toate: a fost salahor, hamal, vânător, vânzător în prăvălie și cowboy. După o perioadă de patru ani petrecută în America, pe când se afla în Texas, Ion a auzit că în statul Utah se găsise aur și a plecat într-acolo, împreună cu mai mulți oameni. Ei s-au apucat de lucru, dar "profetul" mormon Ezekiel Walthrope (Victor Rebengiuc) din orașul minier Cedar City a pus, prin abuzuri, monopol pe tot aurul extras de mineri, luând cu de-a sila aurul pentru a-l valorifica el. Minerii s-au speriat și s-au supus, dar Ion ("Johnny") a încercat să-i convingă pe prospectori să se opună confiscării aurului. 
Profetul a tocmit atunci un ucigaș pe nume Chuck Smithey să-l omoare. Acesta din urmă l-a provocat pe Johnny și a încercat să-l ucidă, dar minerul român a fost mai rapid și l-a împușcat mortal. Profitând de tăcerea martorilor, șeriful Joshua Walthrope (Gheorghe Visu), fiul "profetului", l-a acuzat pe nedrept pe John Brad că l-a împușcat din spate pe pistolar și a pus o recompensă de 500 $ pe capul lui. Fiind urmărit, Ion a fost nevoit să se ascundă în munți. Pentru a-l ucide, Walthrope a tocmit un pistolar pe nume Jeff Groghan (Ferenc Bács), cunoscut pentru crimele sale.
În anul 1881, la 7 ani de la plecare în America a lui Ion, ceilalți doi frați ai săi, Traian (Ilarion Ciobanu) și Romulus (Mircea Diaconu) Brad au plecat și ei pe urmele lui. Ei au traversat oceanul și au călătorit apoi cu trenul, făcând cunoștință în tren chiar cu Jeff Groghan. Coborârea în gara Cedar City a lui Groghan a dus la izbucnirea unui schimb de focuri între oamenii profetului și locuitorii care nu voiau să-l lase să coboare. Groghan reușește să coboare cu ajutorul lui Traian care trage cu arma sa capturată de la turci în Asediul Plevnei. Cum cei doi frați nu vorbeau limba engleză și Ion nu venise să-i aștepte la gară, ei sunt conduși de Groghan la saloon-ul local, unde Traian reușește să câștige la poker o sumă mare de dolari și pe Bob Rupert (Ahmed Gabbany), un sclav negru al colonelului confederat Anderson (Zoltan Vadasz).
Sosirea în saloon a "profetului" poligam cu cele 15 soții ale sale duce la întreruperea distracției, el certându-i pe locuitori că încalcă legile sfinte și se dedau băuturii și desfrânării. Prin intermediul cunoștințelor limitate de limbă engleză, frații Brad îl informează că sunt în căutarea lui John, al cărui chip se vedea pe afișele cu cei căutați. Cei doi frați sunt arestați sub acuzația de uneltire împreună cu fratele lor pentru a forma o bandă de nelegiuiți și judecați de bețivul Dolittle (Vasile Nițulescu), care era căsătorit cu sora "profetului". Ei sunt găsiți vinovați de juriu și condamnați la moarte prin spânzurare. 
Profetul cere să i se încredințeze lui cei doi străini, punându-i să muncească din greu la ferma lui. Nemulțumit de robia în care intrase, Traian o bate pe soția profetului (Olga Tudorache) care-l păzea. Ca pedeapsă, Walthrope îl leagă de stâlp pe Traian și-l bate cu biciul. La sugestia lui Groghan, "profetul" îi eliberează pe cei trei (Traian, Romi și sclavul Bob) pentru a-i duce la fratele lor, John. În fața lor, Groghan îl împușcă pe colonelul Anderson care venise să protesteze față de abuzurile săvârșite de Walthrope. 
Fiind puși în libertate, cei doi frați Brad și cu Bob construiesc o colibă la poalele munților, înălțând la intrarea în gospodărie un steag românesc. Ei se ocupă cu pescuitul și vânătoarea. Între timp, oamenii lui Walthrope atacă căruța cu care fugeau din oraș John Ambler și fiica sa, June (Tania Filip), dorind să o aducă pe fată lui Joshua Walthrope pentru a-i deveni soție. În ajutorul fugarilor vine John Brad care reușește să o salveze pe June. Într-o noapte, la casa fraților Brad sosește John, împreună cu June. El le explică situația în care se afla.
Johnny încearcă să-i convingă pe mineri să nu se mai supună autorității profetului care stabilea prețurile la unelte, alimente și băutură și le ducea aurul la Salt Lake City, dar minerii se tem de represalii și îi spun să nu mai vină în tabăra lor. June este găsită de bandiți la casa fraților Brad și răpită pentru a deveni soția "profetului", dar este eliberată de Johnny și de frații săi. 
Convoiul care ducea aurul la Salt Lake City pentru a fi valorificat este atacat de frații Brad. Joshua îi împușcă pe minerii care însoțeau transportul și este împușcat la rândul lui de Groghan, care voia să fure aurul. În schimbul de focuri cu frații Brad, este ucis Groghan, iar oamenii profetului fug. Johnny și frații săi le aduc minerilor aurul confiscat de Walthrope. Tabăra este atacată de oamenii profetului, care cer aurul înapoi și amenință cu uciderea tuturor minerilor în caz contrar. Minerii se apără, ajutați de frații Brad, și reușesc să câștige lupta. Walthrope este prins și judecat, iar Traian îl bate în semn de răzbunare pentru biciuirea sa. La finalul filmului, cei trei frați Brad, Bob și June pleacă împreună spre țară.

## Distribuție
- Ilarion Ciobanu — Traian Brad de la Poplaca
- Ovidiu Iuliu Moldovan — Ion (Johnny) Brad
- Mircea Diaconu — Romulus (Romi) Brad
- Victor Rebengiuc — „profetul” Ezekiel Walthrope
- Vasile Nițulescu — judecătorul Dolittle
- Gheorghe Visu — șeriful Joshua Walthrope, fiul „profetului”
- Zoltán Vadász — colonelul confederat J. Anderson
- Ferenc Bács — lt. Jefferson Fitzgerald „Jeff” Groghan (menționat Francisc Bács)
- Olga Tudorache — una dintre soțiile „profetului”, mama lui Joshua
- Clodi Bertola — doamna Vickenton, călătoarea puritană din tren
- Mariana Mihuț — una dintre soțiile „profetului”
- Carmen Galin — Rebecca Walthrope, una dintre soțiile „profetului”
- Ioana Ciomârtan — una dintre soțiile „profetului” (menționată Ioana Ciomîrtan)
- Andrei Codarcea — John Ambler, tatăl lui June
- Constantin Sassu — fermierul Fowler
- Dorin Dron — dl. Hoffman, călător în tren
- Ahmed Gabbany — negrul Bob Rupert
- Tania Filip — June Ambler (menționată Tatiana Filip)
- Elena Bog — Deborah Dolittle, soția judecătorului
- Lucian Iancu — Will Clanton, „Spaima din Abilene” (menționat Iancu Lucian)
- Mihai Dobre — Buck Coney, „cel mai iute pistolar din Tombstone”
- Ovidiu Schumacher — pianistul Jimmy
- Victor Ștrengaru — chelnerul Jeremy
- Aristide Teică — chelnerul Burbough
- Irina Bîrlădeanu
- Constantin Popa
- Florin Codre
- Mircea Breazu
- Alexandru Mihai
- Mihai Boruzescu
- Nicolae Iordache
- Viorel Plăvițiu — Stan, pistolarul de la gară care zice că-și așteaptă logodnica
- Cornel Ispas
- Dumitru Ghiuzelea
- Paul Fister
- Sorin Postelnicu
- Petre Tanasievici
- Szabolcs Cseh — pistolar (menționat Cseh Szabolcs)

## Producție
Scenariul acestui film a fost scris de Titus Popovici și achiziționat în 1975 de Casa de Filme 3. El a fost aprobat la 2 iulie 1976 de către vicepreședintele Consiliul Culturii și Educației Socialiste, Dumitru Ghișe. Regizorul și scenograful filmului se deplasează în noiembrie 1976 în Cehoslovacia și R.D.G. pentru a găsi și închiria „costume și rechizite necesare unui tip de film pentru care în studiourile noastre nu există practic nimic”. Delegații români au purtat discuții cu studiourile DEFA pentru realizarea filmului, dar reprezentanții studioului german comunică la 19 ianuarie 1977 că nu pot să contribuie la realizarea filmului într-un viitor apropiat. Realizarea filmului este amânată pentru ca scenariul să fie analizat de noua conducere a C.C.E.S., iar regizorul Dan Pița cere în februarie 1977 să fie eliberat din munca la acest film, ca urmare a decalării termenelor de producție. Conducerea C.C.E.S. aprobă intrarea filmului în faza de producție, producându-se unele schimbări în echipa de scenografi: Helmuth Stürmer – decoruri și Florica Mălureanu, apoi Lidia Luludis – costume, sunt înlocuiți. 
Filmările au avut loc în perioada 18 aprilie - 23 iulie 1977.  Filmul a fost vizionat la 3 octombrie 1977 de conducerea C.C.E.S., care l-a aprobat. Copia standard a fost finalizată la 3 octombrie 1977. Cheltuielile de producție s-au ridicat la 5.419.000 lei. 
Filmul Profetul, aurul și ardelenii a fost realizat în studiourile Centrului de Producție Cinematografică București. După cum este specificat pe genericul de început, au fost folosiți pe post de consilieri de limbă engleză Catinca Ralea, Sergiu Celac (translator de limba engleză al lui Nicolae Ceaușescu și viitor ministru de externe) și Radu Toma. Maestru de lupte a fost Szabolcs Cseh. Vocea în engleza americană a unor actori a fost dublată la post sincron. La acest film, operatorul Nicolae Mărgineanu a fost și regizor secund; acesta este ultimul său film ca operator, el dedicându-se apoi regiei de film.
Filmările celor trei filme din seria „Ardelenii” au fost realizate în Cheile Zărneștiului, Cheile Râșnoavei sau Munții Măcinului, considerându-se că peisajele de acolo „chiar inspirau Vestul Sălbatic”.  Rolurile și replicile au fost scrise special pentru actori, iar scenaristul Titus Popovici a prins foarte bine după primul film umorul caracteristic al fiecărui personaj și l-a exploatat. 
Actrița Tania Filip, care avea pe atunci numai 16 ani și era elevă în clasa a X-a la o școală de muzică, a fost aleasă pentru a juca în „Ardelenii" datorită pistruilor săi. Ea a fost întâlnită pe holurile Teatrului Bulandra de Mircea Diaconu, care, știind că se căuta o actriță blondă cu ochi albaștri pentru rolul June, i-a spus să vină a doua zi cu el pe platourile de la Buftea pentru a o prezenta regizorului Dan Pița.  Ea s-a întâlnit acolo cu regizorul care „a dat mâna cu mine și mi-a ținut mâna într-a lui cam vreo cinci minute”. Zece zile mai târziu, ea a fost chemată de urgență ca să plece la filmări la Brașov. Tânăra era copleșită de admirație față de colegii ei de platou Ilarion Ciobanu, Ovidiu Iuliu Moldovan și Mircea Diaconu, precum și de regizorii Dan Pița și Mircea Veroiu. 

## Coloană sonoră
Muzica celor trei filme din seria „Ardelenii” a fost compusă de Adrian Enescu, care mai colaborase anterior cu ambii regizori ai filmelor, Dan Pița (la Tănase Scatiu și Bietul Ioanide) și Mircea Veroiu (la 7 zile). El a fost încântat de ideea de a compune coloana sonoră pentru un western românesc.  Muzica electronică a fost compusă pentru sintetizator, ea fiind diferită la fiecare din cele trei episoade ale seriei. Melodiile îmbină sunetul muzicii country cu melos-ul popular ardelenesc, fiind prelucrate electronic teme neaoșe precum Mocioriță sau Alfa (de Vangelis). Cântecele sunt interpretate de fetele de la grupul 5T și de Mircea Romcescu. 

## Recepție
Filmul Profetul, aurul și ardelenii a avut premiera în februarie 1978.  El a avut parte de un mare succes de public la cinematografele din România, fiind vizionat de 6.831.053 de spectatori, după cum atestă o situație a numărului de spectatori înregistrat de filmele românești de la data premierei și până la data de 31.12.2007 alcătuită de Centrul Național al Cinematografiei.  Profetul, aurul și ardelenii se află astfel pe locul 13 în topul celor mai vizionate film românești din toate timpurile după cum atestă un comunicat din 2006 al Uniunii Autorilor și Realizatorilor de Film din România. 
Criticul Tudor Caranfil a dat filmului două stele din cinci și a făcut următorul comentariu: „După războiul din 1877, doi frați ardeleni, mohorâtul Traian și mucalitul Romulus, pleacă după al treilea frate, ca să-l readucă din America, acasă. Dar Ion a devenit John Brad, om important din moment ce are fotografia afișată peste tot cu indicația WANTED! Aproape 7 milioane de spectatori au vizionat în săli acest western ce respectă regulile genului persiflându-l, bine scris, populat de o lume colorată de costumele Doinei Levința (Pr. ACIN), din care nu lipsesc indieni vindicativi, negri fideli, mormone habotnice, emigranți din patru părți de lume, ticăloși și justițiari în inepuizabilă înfruntare, cu o recuzită care ilustrează abil ambele spații culturale: clopuri, desagi și țuică, dar și whisky, pistoale și saloon-uri. Ceea ce mai lipsește, e doar verva unui regizor, vocația lui sinceră pentru divertisment.”
Comparând cele trei filme între ele, regizorul Mihnea Columbeanu afirmă că primul film al seriei, Profetul, aurul și ardelenii (1978), este cel mai bun din seria filmelor cu Ardelenii și un „film de consum” superior față de cele realizate până atunci. „Versatil, amuzant și excelent povestitor cum se consacrase, Pița a dat un film "de public" incomparabil mai bun decât ale înaintașilor lui în domeniu. Sub aspect strict profesional, pe paradigma filmului de consum, era vârful carierei lui.” Călin Căliman consideră acest film drept „"cap de serie" al unei suite de comedii similare, pe care unii critici le-au numit „eastern”-uri, deși, chiar dacă au personaje din est, tot westernuri rămân”. 

## Premii
Acest film a fost distins în anul 1978 cu două premii ale Asociației Cineaștilor din România (ACIN). Creatoarea de modă Doina Levința a obținut Premiul pentru scenografie pentru costumele realizate la filmul Profetul, aurul și ardelenii , iar actorul Vasile Nițulescu a primit Diploma de onoare pentru rolurile din filmele Profetul, aurul și ardelenii și Doctorul Poenaru. 